# IC 2560
IC 2560 — галактика типу SBb (компактна витягнута галактика) у сузір'ї Насос.
Цей об'єкт міститься в оригінальній редакції індексного каталогу.